# اللغة الإدومية
اللغة الإدومية أو (بالإدومية: إدوميت)، هي عبارة عن لغة سامية، تنتمي إلى اللغات السامية الشمالية الجزء الغربي من الفرع الكنعاني.
انتشرت اللغة الإدومية في زمن قبل الميلاد بحسب التقسيم الحالي في المملكة الإدومية على لسان الإدوميين، أي أنها كانت منتشرة في محافظة الطفيلة وجزء من محافظة معان في الأردن والجزء الجنوبي من فلسطين.
و قد كانت اللغة الإدومية مشابهة للغة المؤابية في كثير من الصفات وهذا حال جميع اللغات الكنعانية فجميعها متشابهة. وقد استخدمت اللغة الإدومية الأبجدية الفينيقية التي شاعت في ذلك الوقت في الشرق الأوسط خصوصا بين اللغات الكنعانية.